# Епархия Сан-Исидро
Епархия Сан-Исидро (лат. Dioecesis Sancti Isidori in Argentina) — епархия Римско-католической церкви с центром в городе Сан-Исидро, Аргентина. Епархия Сан-Исидро входит в митрополию Буэнос-Айреса. Кафедральным собором епархии Сан-Исидро является церковь святого Исидора.

## История
11 февраля 1957 года Папа Римский Пий XII выпустил буллу «Quandoquidem adoranda», которой учредил епархию Сан-Исидро, выделив её из архиепархии Ла-Платы и епархии Сан-Николаса-де-лос-Арройоса.
10 апреля 1961 года и 27 марта 1976 года епархия Сан-Исидро уступила часть своей территории для образования соответственно епархий Сан-Мартина и Сарате-Кампаны.

## Ординарии епархии
- епископ Антонио Мария Агирре (13.03.1957  — 13.05.1985);
- епископ Альсидес Хорхе Педро Касаретто (13.05.1985 — 30.12.2011);
- епископ Оскар Висенте Охеа Кинтана (30.12.2011 — 30.12.2024).